# Heilig Hartbeeld (Voerendaal)
Het Heilig Hartbeeld is een standbeeld in de Nederlandse plaats Voerendaal, in de provincie Limburg.

## Achtergrond
Het Heilig Hartbeeld was een geschenk van de parochianen aan pastoor Arnold Joseph Habets (1847-1929). Habets was in 1873 tot priester gewijd en sinds 1901 pastoor van Voerendaal. Op 29 maart 1923 mocht hij zijn gouden priesterjubileum gedenken. Het bronzen beeld werd uitgevoerd door de firma Pohl und Esser uit Aken, een atelier voor christelijke kunst opgericht door de beeldhouwers Wilhelm Pohl en Carl Esser.
Voor plaatsing van het beeld bij de Sint-Laurentiuskerk stond de gemeente een stukje grond af aan het kerkbestuur. Het beeld werd op zondag 10 juni 1923 door kapitein Welters aangeboden aan de pastoor en ingezegend door monseigneur dr. Mannens, vicaris-generaal van het bisdom.

## Beschrijving
Het beeld toont een staande Christusfiguur in gedrapeerd gewaad. Met zijn linkerhand wijst hij naar het Heilig Hart op zijn borst, zijn rechterhand houdt hij zegenen geheven. Achter het hoofd draagt hij een kruisnimbus.
Het beeld is geplaatst op een hardstenen sokkel in een uitsparing in de muur van de Laurentiuskerk. De inscriptie op de voorzijde is een jaardicht; in Romeinse cijfers is het jaar van plaatsing te lezen: 

CathoLIek VoerenDaaL In VroMe herinnering gesChonken zIJn JezUs aLLer konIng